# Tenompoella difficilis
Tenompoella difficilis är en insektsart som beskrevs av Walker 1857. Tenompoella difficilis ingår i släktet Tenompoella och familjen dvärgstritar. Inga underarter finns listade i Catalogue of Life.